# Lepidotrigla cavillone
Il caviglione (Lepidotrigla cavillone (Lacèpede, 1801)), conosciuto anche come capone caviglione, è un pesce marino appartenente alla famiglia Triglidae.

## Descrizione
Simile agli altri caponi, si distingue principalmente per le piccole dimensioni (non supera i 15 cm), per la profonda infossatura dietro l'occhio e per le due spine pungenti sopra l'occhio. È molto simile al caviglione spinoso.

La livrea dà sul brunastro con reticolature scure.

## Biologia

### Alimentazione
Cattura piccoli invertebrati nella sabbia.

## Distribuzione e habitat
Prettamente mediterraneo, il suo areale straborda da questo mare solo nei pressi dello stretto di Gibilterra.

Vive su fondi molli fino a 500 metri di profondità.

## Pesca
Si cattura per caso e viene consumato fritto o in zuppa.